# 国防省 (朝鮮民主主義人民共和国)
座標: 北緯39度03分32秒 東経125度44分25秒 / 北緯39.058780487度 東経125.740413938度
国防省（こくぼうしょう、朝鮮語：국방성）とは、朝鮮民主主義人民共和国の軍政領域を主管する官庁。
組織的には内閣ではなく、同国最高指導者の金正恩が委員長を務める国務委員会に所属する。機能と権限は、人事、軍事外交、軍事司法等の軍政に限定され、形式上の傘下機関となる監察機関の朝鮮人民軍総政治局や軍令機関の朝鮮人民軍総参謀部と比較してその役割は縮小されており、近年の人民武力相、人民武力部長のポストは、総政治局長や総参謀長と比較して権力の核心から遠いものとみなされている。

## 歴史
北朝鮮において最初に国防省の役割を担った機関は、1948年9月に設置された民族保衛省であった。1972年の憲法改正を通して省から部に格上げされ、人民武力部に名称が変更された。1998年9月には、最高司令官命令及び憲法改正を通して人民武力部から人民武力省に格下げ・改称された。同時期、人民武力省の長は人民武力相であり、次官は人民武力省副相と称された。
2000年9月、ソウルで実施された南北国防長官会談に参席した金鎰喆は、人民武力相ではなく人民武力部長という肩書きを持っていたため、人民武力省から再び人民武力部に改称されていたことが確認された。
2016年6月29日に開催された第13期最高人民会議第4回会議で再び人民武力省に格下げとなり、トップも人民武力部長から人民武力相に改称された。
2020年に人民武力省から国防省に改名された。

## 組織
過去の人民武力部時代、人民武力部には、総政治局、総参謀部、後方総局、保衛司令部の4大機関と対外事業局、警務局（憲兵）、軍事裁判局、軍事検察局等、4～5個の直属局があった。2009年に偵察総局が発足して、総政治局、総参謀部、偵察総局が人民武力部の三大機関となった。
- 総政治局
- 総参謀部
- 偵察総局
- 後方総局
- 保衛司令部
- 幹部局
- 軍事裁判所
- 軍事検察局
- 警務局
- 対外事業局

## 歴代人民武力相・人民武力部長・国防相
北朝鮮の軍政機関の長の職名は、当初（1948年9月）は民族保衛相、1972年12月からは人民武力部長、1998年9月からは人民武力相、2000年9月からは再び人民武力部長、2016年6月からは人民武力相、2020年11月からは国防相である。
- 1948年9月 - 1957年9月：崔庸健
- 1957年9月 - 1962年10月：金光侠
- 1962年10月 - 1968年12月：金昌奉
- 1968年12月 - 1976年5月：崔賢
- 1976年5月 - 1995年2月：呉振宇（1987年に総参謀長呉克烈が武力部長を代行）
- 1995年10月 - 1997年2月：崔光
- 1997年2月 - 2009年2月：金鎰喆
- 2009年2月 - 2012年4月：金永春
- 2012年4月 - 2012年10月：金正覚
- 2012年10月 - 2013年5月：金格植
- 2013年5月 - 2014年6月：張正男
- 2014年6月 - 2015年4月 ：玄永哲
- 2015年4月？ - 2018年5月：朴永植
- 2018年5月 - 2019年12月：努光鉄
- 2019年12月 - 2021年6月：金正官
- 2021年6月 - 2022年12月：李永吉
- 2022年12月 - 2024年10月：強純男
- 2024年10月 - 現職：努光鉄